# Allt-á-Bhainne
Allt-á-Bhainne est une distillerie de whisky située à Glenrinnes dans le Banffshire dans la grande région productrice de whisky, le Speyside. Son nom est en gaélique écossais ; il signifie la « rivière de lait ».

## Histoire
La distillerie a été fondée en 1975 par Chivas Brothers, alors filiale de Seagram. En 1989, sa capacité de production est doublée. Le 19 décembre 2001, la distillerie est vendue par Seagram à Pernod Ricard qui met en sommeil la production en octobre 2002 alors que la distillerie est une des plus performantes de son portefeuille : elle peut être mise en marche par une seule personne. La mise en bouteille et la maturation ne se font pas sur le site de la distillerie. Le 27 mai 2005, Pernod Ricard qui veut faire de sa marque Chivas la première de ses marques de whisky, décide de reprendre la production sur le site. Allt-á-Bhainne est alors remise en service. La totalité de la production sert à la fabrication des blends de Pernod Ricard. Il n’existe par d’embouteillage officiel en tant que single malt whisky. Seuls des embouteilleurs indépendants commercialisent ainsi ce whisky.

## Production
L’eau permettant la fabrication de l’Allt-á-Bhainne provient du Scurran et de la source Rowantree. La distillerie possède un mashtun de 8.4 tonnes en acier inoxydable, huit cuves de fermentation faisant au total 352 000 litres en acier inoxydable également, deux wash stills et deux spirit stills chauffés indirectement à la vapeur.
Embouteillage officiel
Embouteillage indépendant